# Cầu Śląsko-Dąbrowski
Cầu Śląsko-Dąbrowski là cây cầu bắc qua sông Vistula ở Warsaw. Cây cầu được xây dựng từ năm 1947 đến 1949 trên những cây cột còn sót lại từ cây cầu Kierbedzia đã bị phá hủy trong Thế chiến II. Do cấu trúc hoàn toàn khác so với cây cầu cũ, nó được công nhận là một cây cầu mới, không phải là một cây cầu được xây dựng lại.
Tên của cây cầu là để kỷ niệm sự đóng góp của các khu vực Silesia và lưu vực Dąbrowa trong việc tái thiết thủ đô sau sự tàn phá của Thế chiến II.
Cây cầu là một phần không thể thiếu của đường lộ chính Route WZ  rằng, từ 22 tháng 7 năm 1949, gia nhập Praga ở phía đông (một trong những quận bị phá hủy ít nhất Warsaw trong Thế chiến II) với trung tâm thành phố, đi qua Muranów và ra Wola ở phía tây.
Không giống như hầu hết các đường ray xe điện Warsaw, xe điện đi trên cây cầu này ban đầu chia sẻ không gian cầu với ô tô. Vào năm 2007, do lưu lượng xe điện tăng dọc theo tuyến WZ, trong quá trình hiện đại hóa các tuyến xe điện, trên một tuyến đường lớn khác, Aleje Jerozolimskie, đường xe điện đã được tách ra khỏi lòng đường. Sự tách biệt này đã tiếp tục ngay cả sau khi giao thông trở lại bình thường và kể từ năm 2009, xe điện cũng đóng vai trò là làn đường xe buýt, rút ngắn đáng kể thời gian đi lại cho giao thông công cộng trong khu vực.
Cây cầu được cải tạo thường xuyên bao gồm từ các năm 1992 đến năm 1993 và năm 2009.
Có những tấm bảng trên cây cầu nhằm kỷ niệm các sự kiện đã diễn ra trên cây cầu Kierbedzia cũ:
- Vì Zbigniew Gęsicki (còn gọi là Juno) và Kazimierz Sott (hay còn gọi là Sokół - Falcon), những người tham gia vụ ám sát Franz Kutschera của Quân đội Home năm 1944. Họ đã chạy trốn khỏi quân Đức và nhảy từ cây cầu xuống sông Vistula, nơi họ bị chết đuối hoặc bị bắn
- Để kỷ niệm chiến đấu trên cây cầu vào ngày 13 và 14 tháng 9 năm 1944 trong một cuộc nổi dậy ở Warsaw

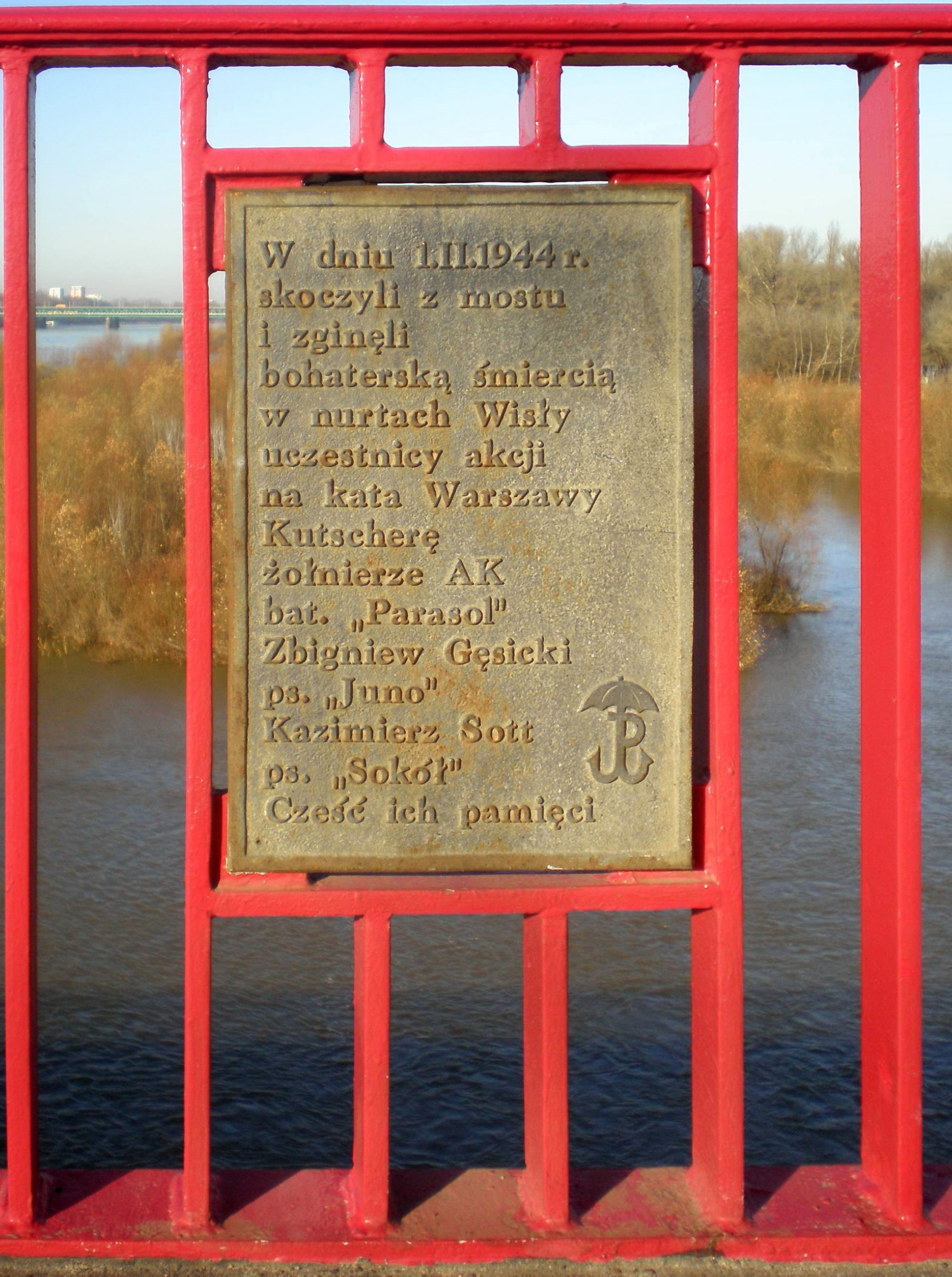
Tấm biển kỷ niệm Juno và Sokół
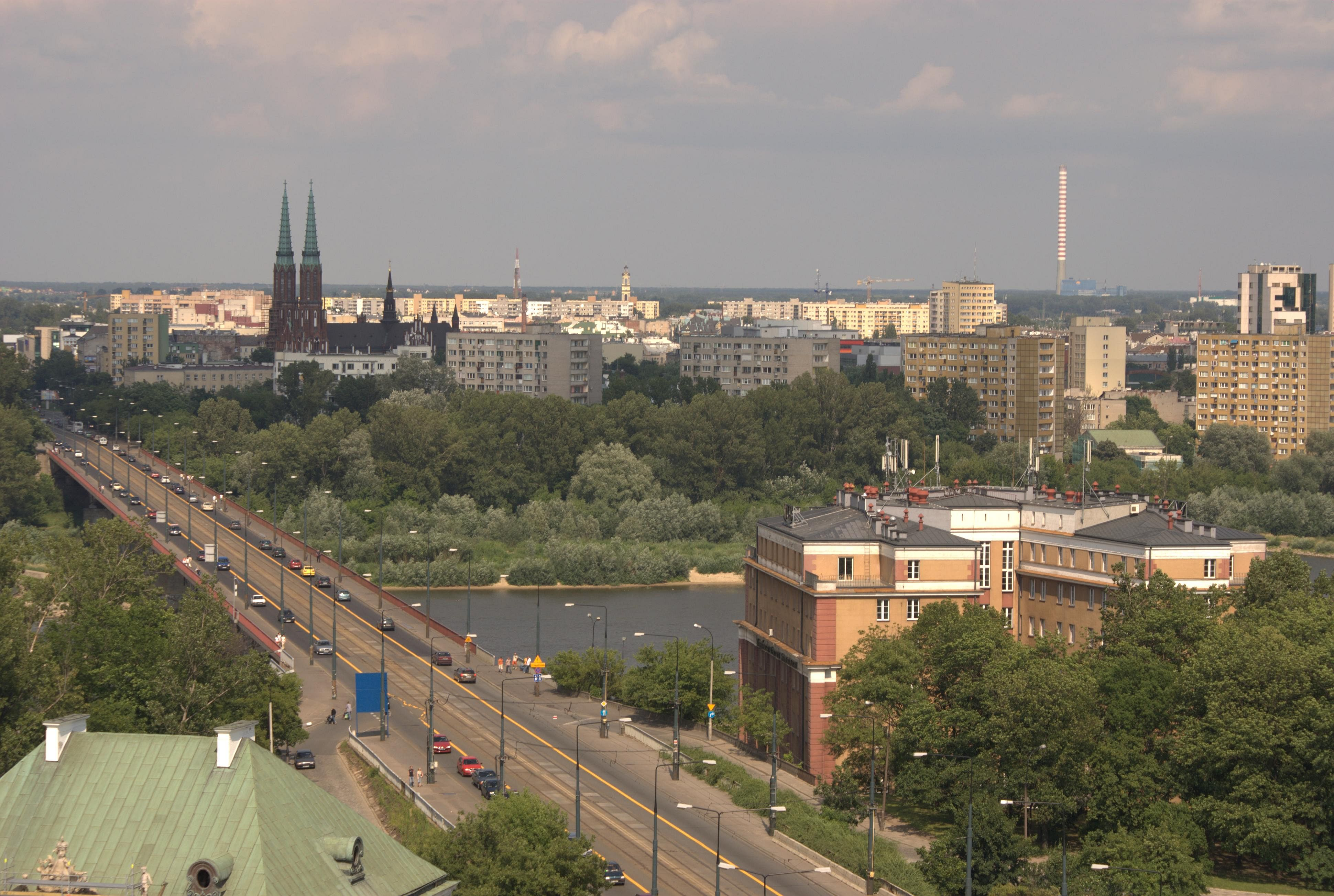
Nhìn về hướng đông về phía Praga từ Lâu đài Hoàng gia
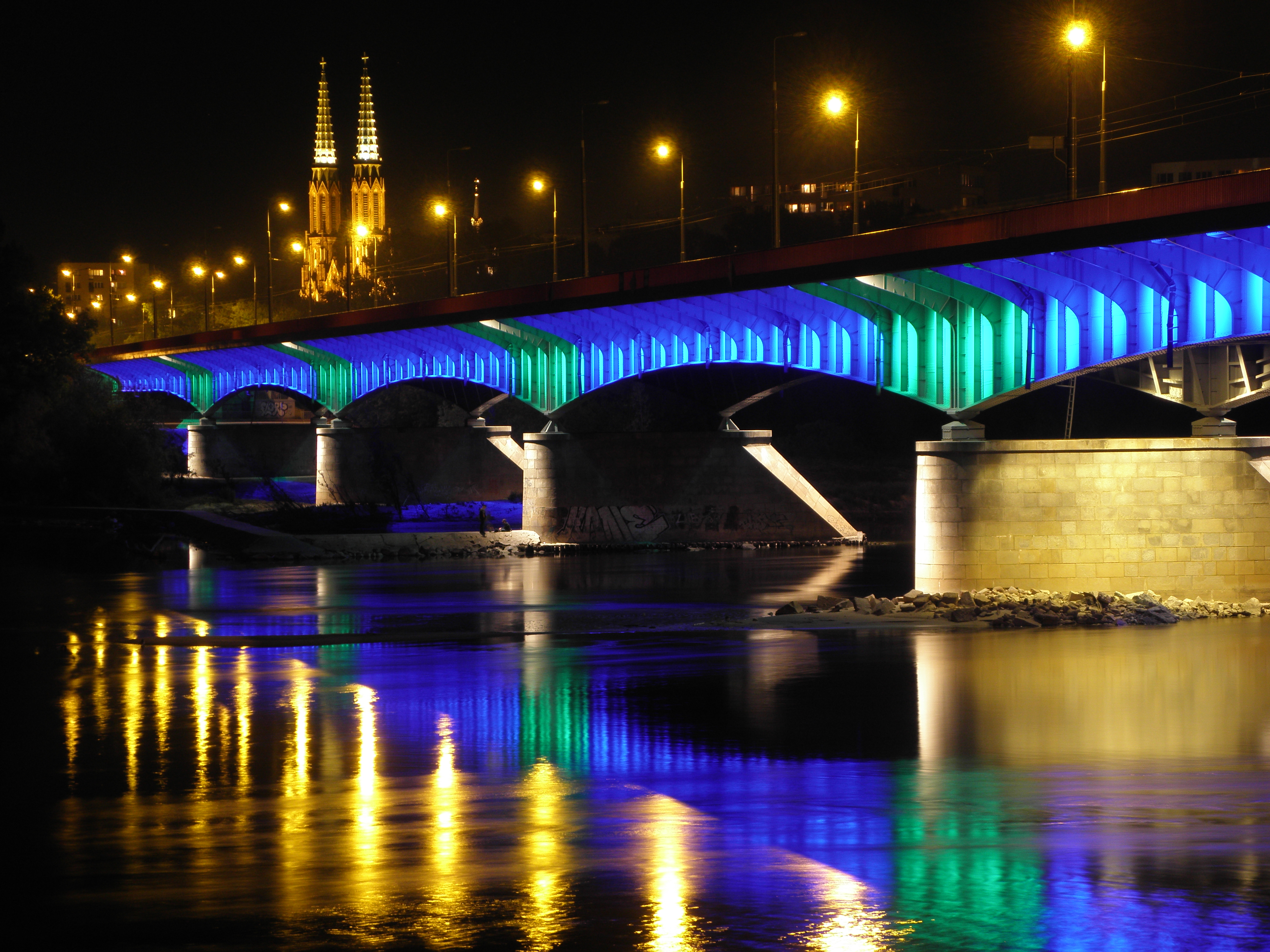
Cây cầu được chiếu sáng vào ban đêm